# Adult (группа)
Adult (ADULT.) —  американская электронная группа из Детройта, штат Мичиган, сформированная в 1998 году. Группа сочетает вокал с драм-машинами, аналоговыми синтезаторами и элементами электронной музыки и панка. Помимо популярности в родном Детройте, группа также известна в Германии и Великобритании.

## История
Группа начала выпускать альбомы в 1998 году под псевдонимом Plasma Co. Изначально, участники группы не были указаны в титрах и не афишировали себя, но во время выхода альбома Anxiety Always, были указаны участники группы - муж и жена, Адам Ли Миллер и Никола Куперус. Миллер и Куперус также являются учредителями собственного лейбла Ersatz Audio. Начиная свой тур в поддержку мини-альбома D.U.M.E, группа объявила, что они стали трио с приходом гитариста Сэмюэля Консилио. Трио было недолгим – Консилио покинул группу в начале 2006 года.
Группа постоянно гастролирует в США и самостоятельно выпускает свой материал. Они гастролировали вместе с Trans Am в 2002 году, и в мае 2003 года группа совершила свой первый тур в США. После него музыканты выступали с концертами по всей Европе.

## Музыка
Группа создаёт ремиксы на композиции других артистов, таких как Felix Da Housecat, Fischerspooner, Ladytron, A Number of Names, The Faint, Erase Errata и Bis.

## Другие проекты
До Adult, Миллер состоял в электронной группе Le Car. Куперус (которая также ответственна за обложки альбомов и фотографии группы) ранее сотрудничала с Death in Vegas, Swayzak и Chicks On Speed. Куперус также демонстрировала свои фотографии в музеях США и Европы. В 2010 году группа записала саундтрек к фильму OPEN, режиссёра Джейка Юзны.

## Современная деятельность
По состоянию на 2007 год, Миллер и Куперус сосредоточили своё внимание на записи материала и гастролях. Последние релизы группы были изданы на лейбле Thrill Jokey Records.

## Участники группы
Оба участника группы интересуются искусством. Миллер занимается рисованием, а Куперус — фотографией .

## Дискография

### Альбомы
- 2001 Resuscitation
- 2003 Anxiety Always
- 2005 Gimmie Trouble
- 2007 Why Bother?
- 2012 Resuscitation (виниловое издание)
- 2013 The Way Things Fall
- 2017 Detroit House Guests
- 2018 This Behavior
- 2020 Perception is/as/of Deception

### Синглы и мини-альбомы
- 1998 "Modern Romantics" (as Plasma Co.)
- 1998 "Dispassionate Furniture"
- 1999 "Entertainment"
- 2000 "New-Phonies"
- 2000 "Nausea"
- 2002 "Misinterpreted"
- 2002 "Limited Edition" 7"
- 2003 "Controlled Edition" 7"
- 2004 "T & A" 7"
- 2004 "Split/Split/Split" 7"
- 2005 "D.U.M.E."
- 2005 "Numbers + ADULT. = This Seven Inch" 7"
- 2008 The Decampment Trilogy"
- 2008 "Let's Feel Bad Together"
- 2012 "Shari Vari / 122 Hours of Fear"

Все мини-альбомы группы кроме Let's Feel Bad Together были изданы на 12-дюймовом виниле.

### Ремиксы
- Felix da Housecat featuring Miss Kittin – ("Silver Screen Shower Scene") (2001)[4]
- Fischerspooner – ("Emerge") (2001)
- Death in Vegas – ("Hands Around My Throat") (2002)